# Rhinolophus rouxii
Rhinolophus rouxii är en fladdermusart som beskrevs av Coenraad Jacob Temminck 1835. Den ingår i släktet Rhinolophus och familjen hästskonäsor.

## Underarter
Catalogue of Life samt Wilson & Reeder (2005) skiljer mellan två underarter:
- Rhinolophus rouxii rouxii Temminck, 1835
- Rhinolophus rouxii rubidus Kelaart, 1850

## Beskrivning
Som alla hästskonäsor har arten flera hudflikar kring näsan, delvis med ett hästskoliknande utseende. Dessa brukas för att rikta de överljudstoner som används för ekolokalisation. Till skillnad från andra fladdermöss som använder sig av överljudsnavigering produceras nämligen tonerna hos hästskonäsorna genom näsan, och inte via munnen. Pälsen är silkeslen och brun till rödbrun med en något ljusare undersida. Kroppslängden är omkring 6 cm; en svans på 2 till 3 cm tillkommer.

## Utbredning
Arten förekommer i Indien i en bred landremsa vid kusterna samt i norra delen av landet. Dessutom finns flera mindre och från varandra skilda populationer i Sri Lanka, Nepal och Myanmar. Ett fynd har gjorts i södra Kina (Yunnan).

## Ekologi
Rhinolophus rouxii lever i låglandet och i bergstrakter upp till 1 370 meter över havet. Den förekommer i fuktiga städsegröna skogar.
Individerna söker dagvila i grottor, tempel eller andra byggnader samt i ihåliga, större träd. Arten bildar stora kolonier som kan omfatta hundratals individer. Födan består av malfjärilar, gräshoppor, skalbaggar, termiter samt myggor och andra tvåvingar.
I Indien parar sig individerna i december och födseln sker i maj till juni.

## Bevarandestatus
IUCN kategoriserar arten globalt som livskraftig. Man tycker sig dock se vissa tecken på att populationerna minskar. Som främsta hot anges grotturism, som hotar djurens sovplatser. Habitatförlust till följd av skogsavverkning kan vara en annan faktor.

## Bildgalleri

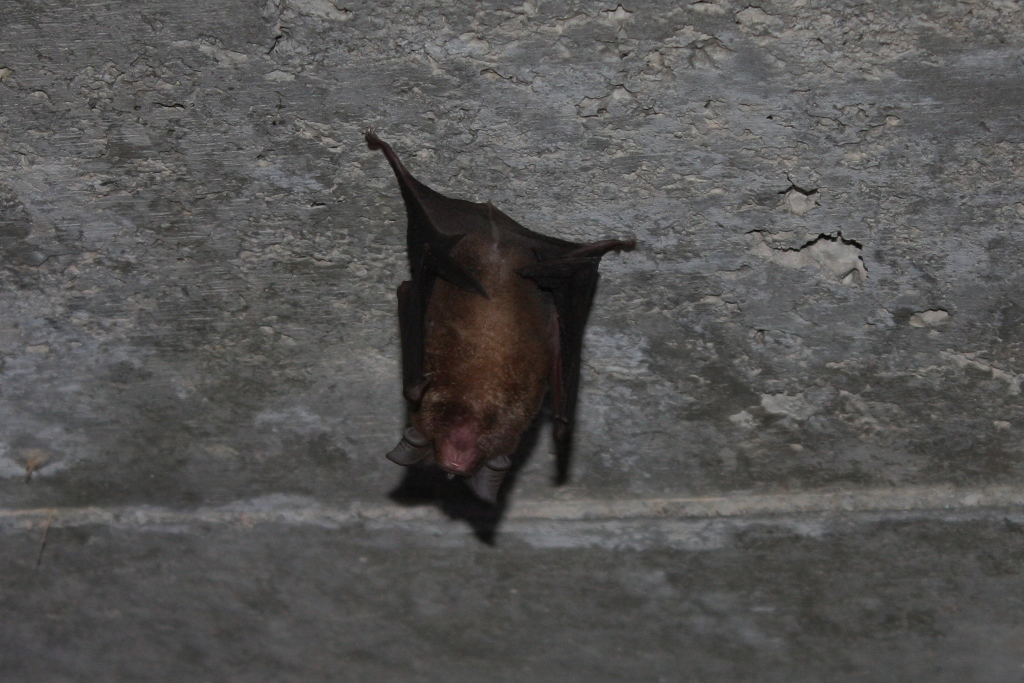
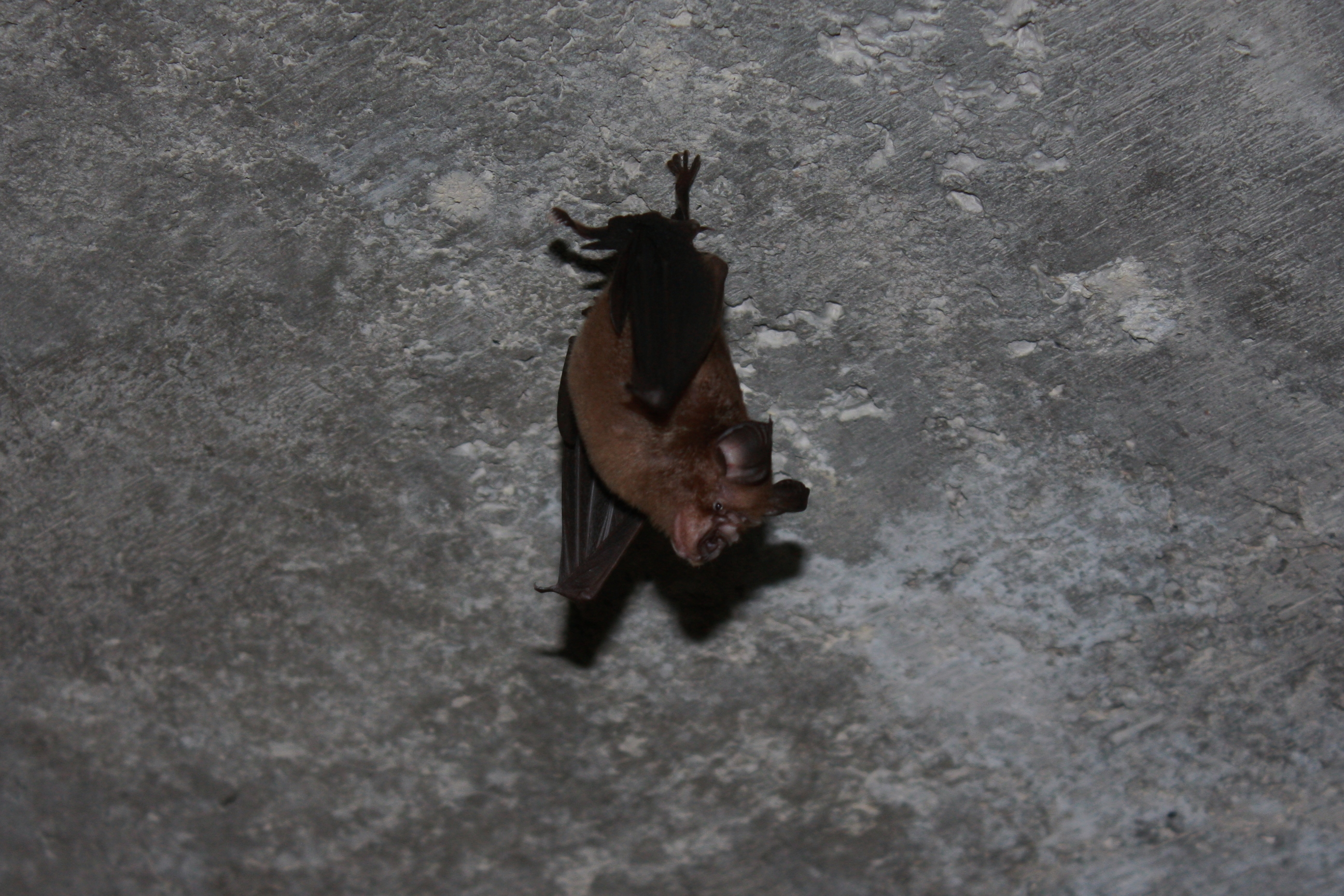